# Romanushaus

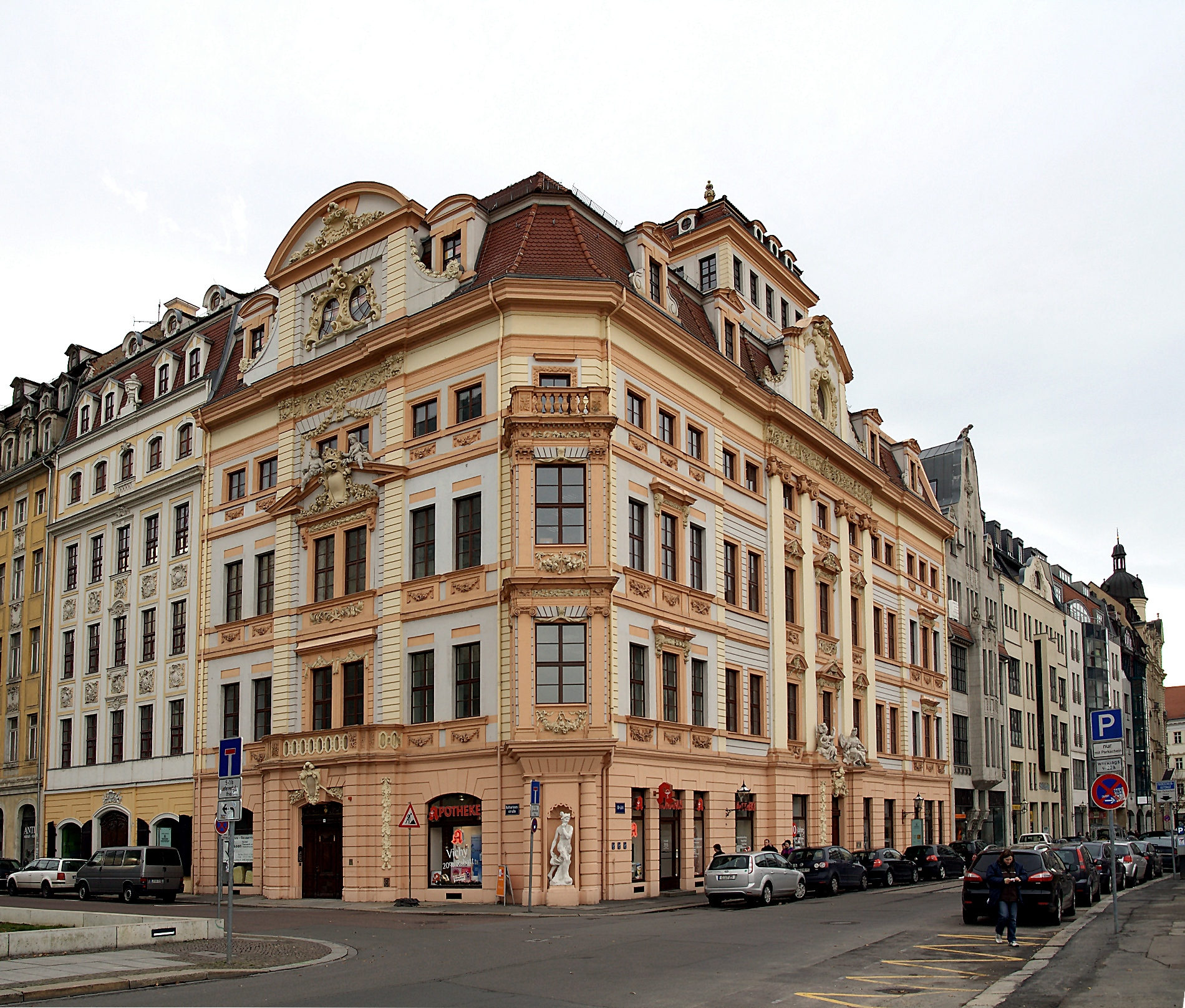
Romanushaus: Gesamtansicht vom Brühl (2009)

Das Romanushaus ist ein historisches Bauwerk in der Leipziger Innenstadt an der Ecke Brühl/Katharinenstraße. Das in den Jahren 1701 bis 1704 erbaute Stadtpalais zählt zu den Hauptwerken der von Dresden beeinflussten Leipziger Barockarchitektur. Früher als Bürgerhaus genutzt, dient es heute als Geschäftshaus.

## Architektur

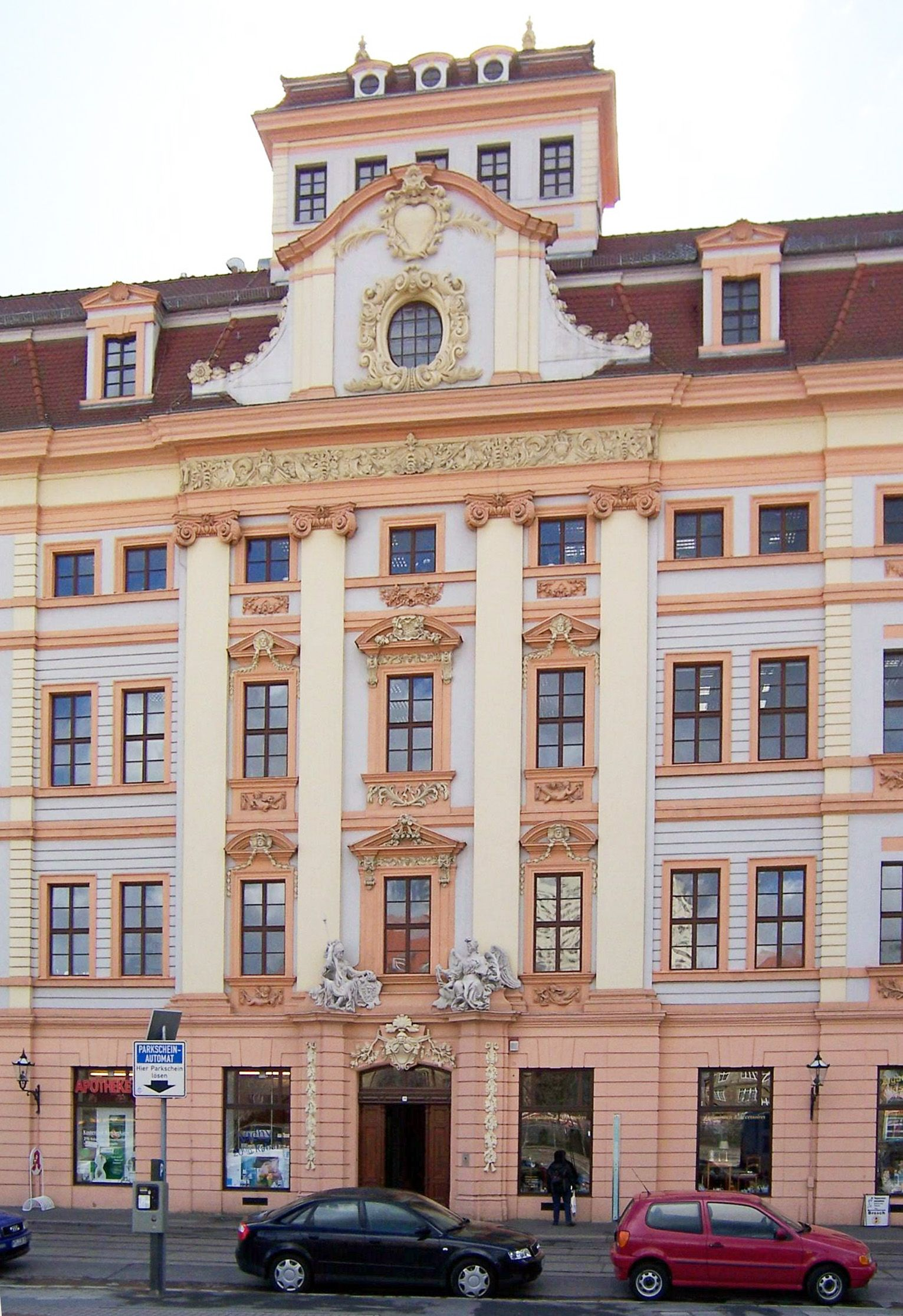
Romanushaus: Nordfassade zum Brühl (2008)

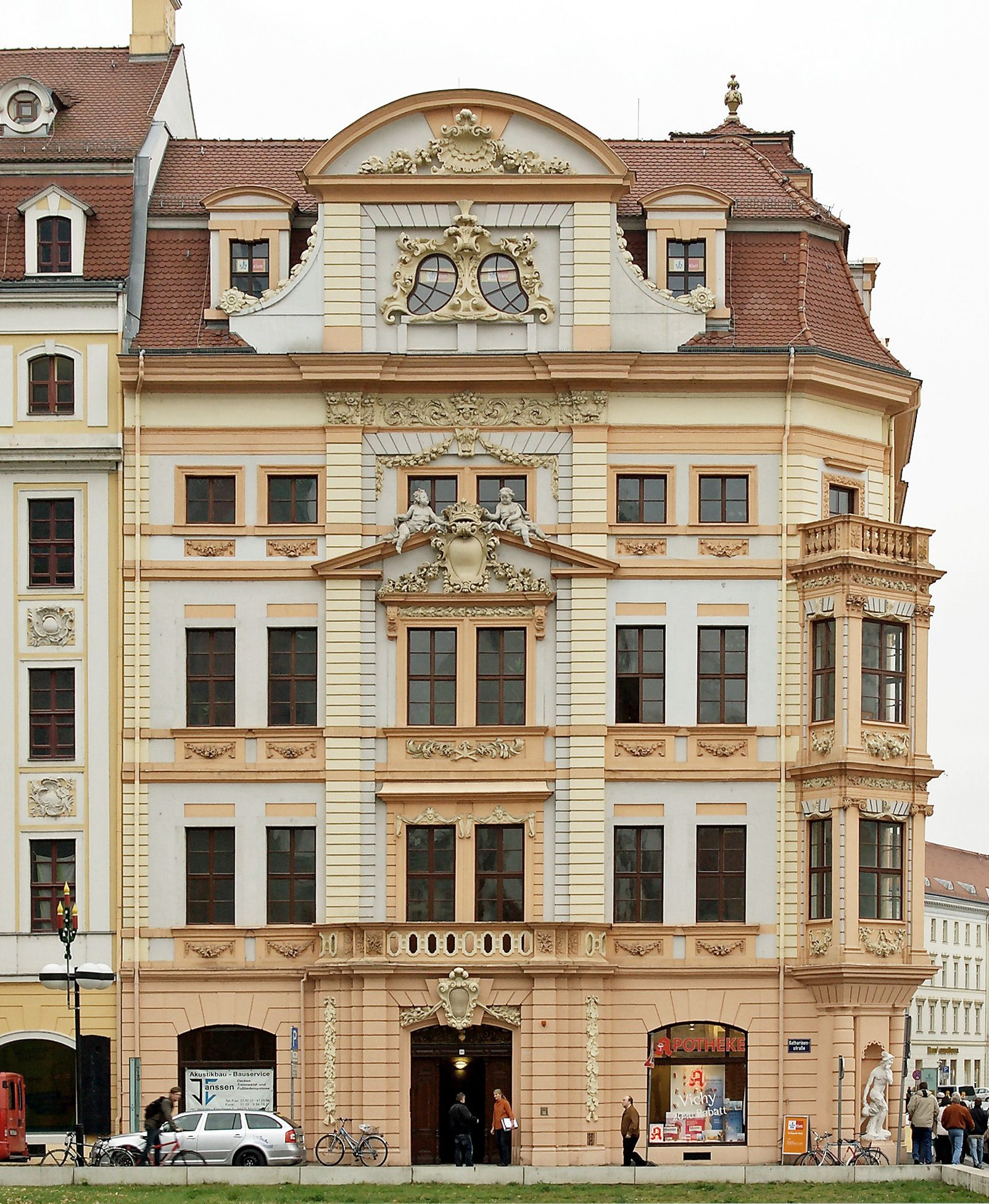
Romanushaus: Ostfassade zur Katharinenstraße (2009)

Das vier Grundstücke umfassende Romanushaus ist als barockes Stadtpalais mit sockelartigem Erdgeschoss, drei verschieden hohen Stockwerken und einem Mansarddach ausgelegt. Als Eckbau besitzt es eine Nordfassade mit 13 Fensterachsen zum Brühl und eine etwa halb so breite Ostfassade mit sechs Fensterachsen zur Katharinenstraße. Verbunden sind beide Fronten durch einen zweistöckigen Erker an der im 45-Grad-Winkel abgeschrägten Hausecke. Die Fassaden sind durch Risalite vertikal gegliedert: An der Nordfront bilden jeweils die drei Achsen am linken und rechten Rand sowie die drei mittleren Achsen einen Risalit, und an der Ostseite springen die beiden mittleren Fensterachsen aus der Flucht hervor. Den Mittelrisalit der Nordseite schließt ein reich verzierter einstöckiger Schweifgiebel mit ovalem Fenster, den Risalit der Ostfassade ein ähnlicher Giebel mit zwei nierenförmigen Fenstern ab. Im Südwesten umschließt das Bauwerk einen kleinen rechteckigen Innenhof.
Dem Dach war ursprünglich ein fünf Fenster breites und zwei Fenster tiefes, einstöckiges Belvedere (Dachpavillon) mittig über der Nordfassade aufgesetzt, welches 1874 entfernt, 1996–1998 im Zuge von Instandsetzungs- und Restaurierungsarbeiten aber wiederaufgebaut wurde. Einer Sanierung 1966 bis 1969 fielen sämtliche Stuckdecken und die beiden Hofflügel zum Opfer. Letztere wurden jedoch ebenfalls in alter Form wiederhergestellt.
Die Schmuckelemente sind typisch barock. Am markantesten sind die Girlanden an den meisten Fensterbrüstungen, den Eingängen und den Giebeln. In der Nische unter dem Eckerker wurde in neuerer Zeit eine vermutlich von Balthasar Permoser geschaffene Hermesstatue aufgestellt.

## Geschichte
Das Romanushaus verdankt seinen Namen Franz Conrad Romanus (1671–1746), ab 1701 Bürgermeister Leipzigs, der das Gebäude zwischen 1701 und 1704 nach Plänen des Leipziger Ratsmaurermeisters Johann Gregor Fuchs erbauen ließ. 1730 richtete Romanus’ Tochter, die Dichterin Christiana Mariana von Ziegler, einen Literatur- und Musiksalon im Romanushaus ein. Zu diesem Zeitpunkt gehörte das Gebäude bereits nicht mehr Romanus, der inzwischen der Fälschung von Ratsschuldscheinen überführt und auf der Festung Königstein inhaftiert worden war, sondern seiner Frau Christiana Maria Romanus (geb. Brümmer), die es 1735 an den Hofrat Oertel veräußerte. Die Familie Oertel verkaufte es 1770 an den Weinhändler George Wilhelm Richter. Zwei Jahre darauf eröffnete dieser im zweiten Obergeschoss das „Richtersche Café“, doch nachdem er sich hoch verschuldet hatte, kam das Gebäude in den Besitz des Kaufmanns Jacob Marcus Dufour-Pallard. Nach ihm hieß es im 19. Jahrhundert „Dufours Haus“. 1906 übernahmen die Gebrüder Steitmann das Romanushaus und ließen es 1906/07 durch den Architekten Otto Paul Burghardt von Grund auf instand setzen. Der Sanierung von 1966 bis 1969 nach Plänen von Rudolf Rohrer (1900–1968) fielen sämtliche Stuckdecken und die beiden Hofflügel zum Opfer. Anfang der 1990er Jahre gehörte das Romanushaus zum Leipziger Immobilienbesitz des Bauunternehmers Jürgen Schneider. Gegenüber vom Romanushaus, auf der anderen Seite der Katharinenstraße ist zwischen 1999 und 2017 das Museumsquartier Leipzig mit dem Museum der bildenden Künste entstanden.

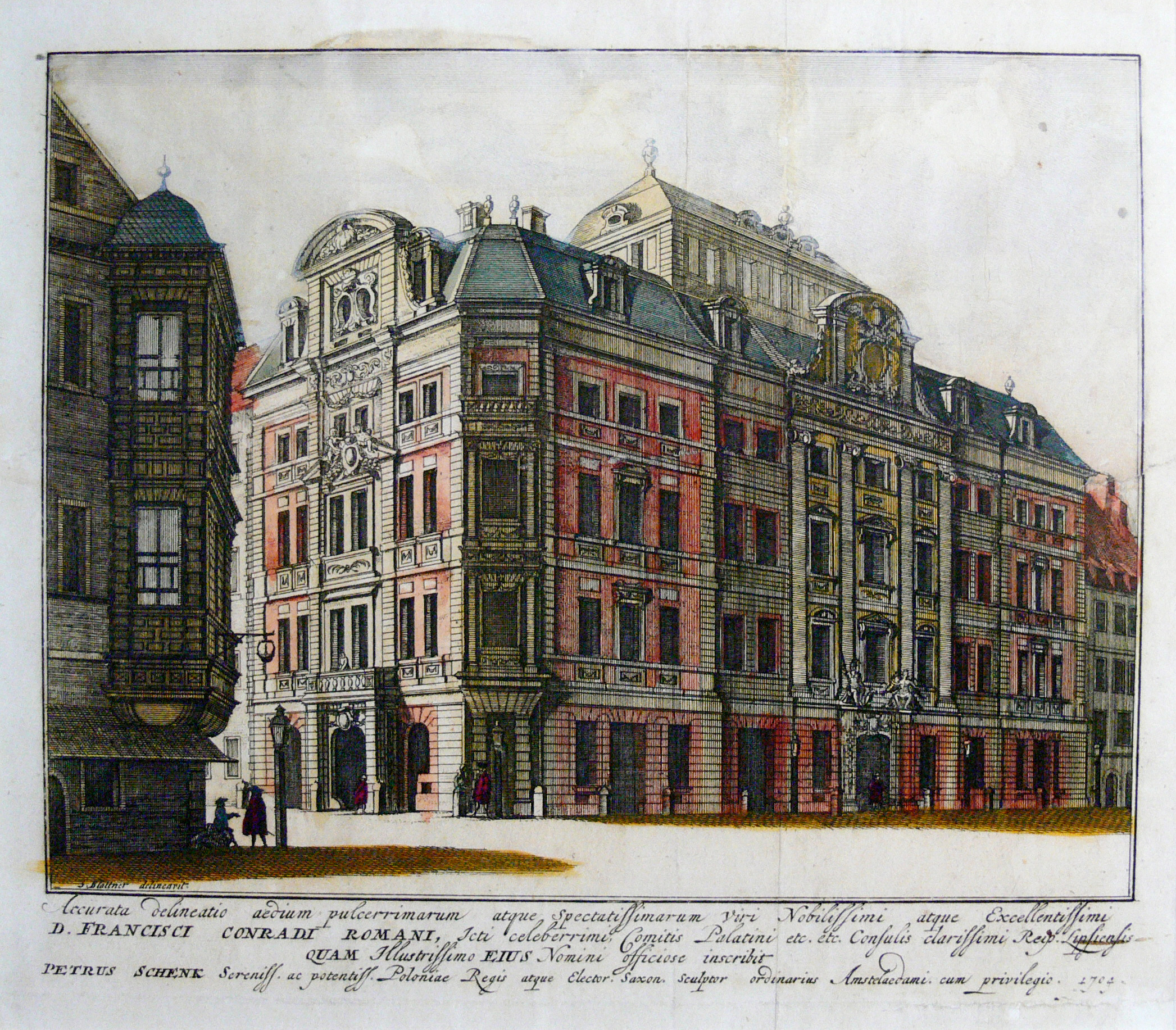
Romanushaus (Kupferstich, 1704)
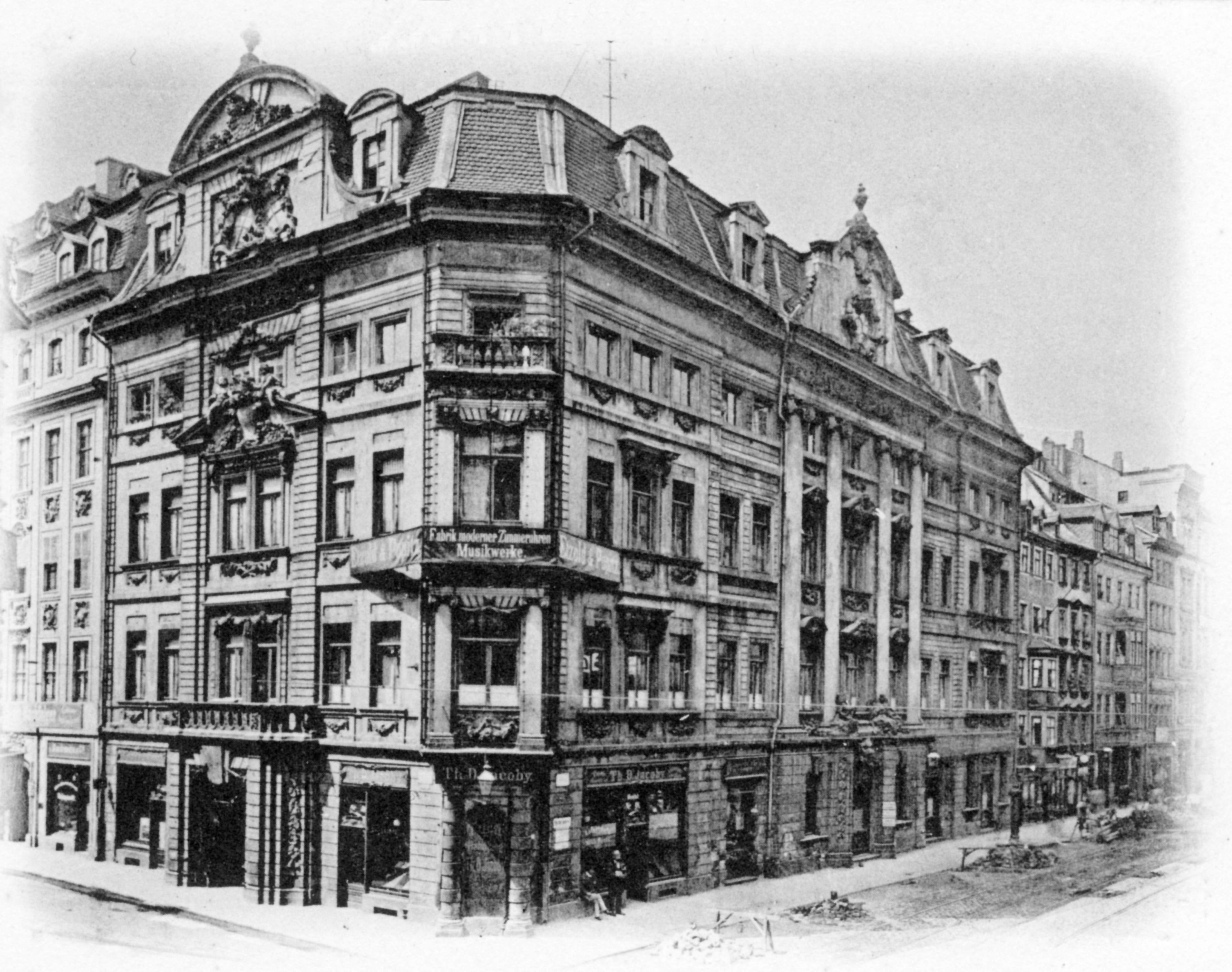
Romanushaus (vor 1899)
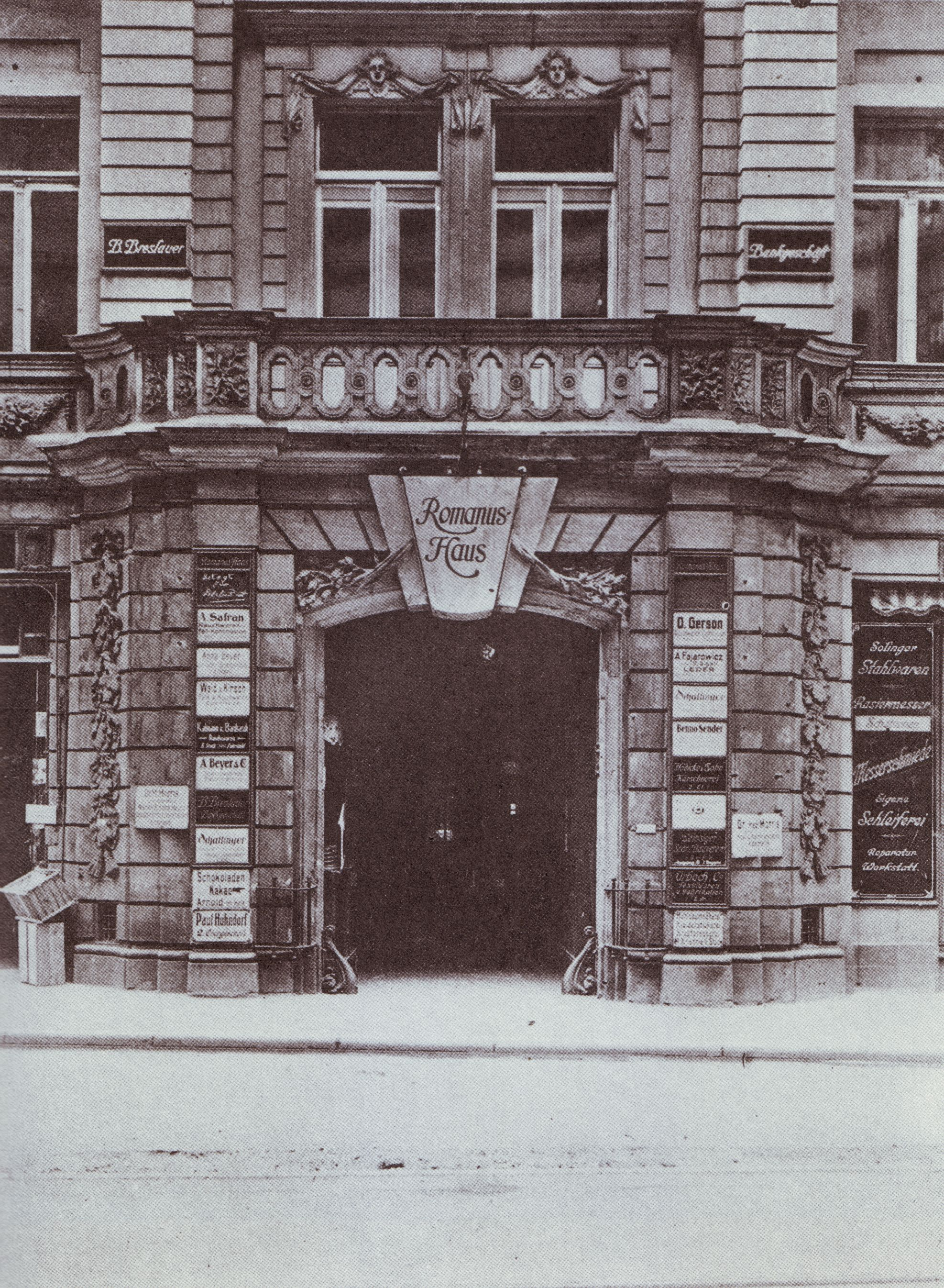
Portal Katharinenstraße (unbekanntes Datum)